# Sóly

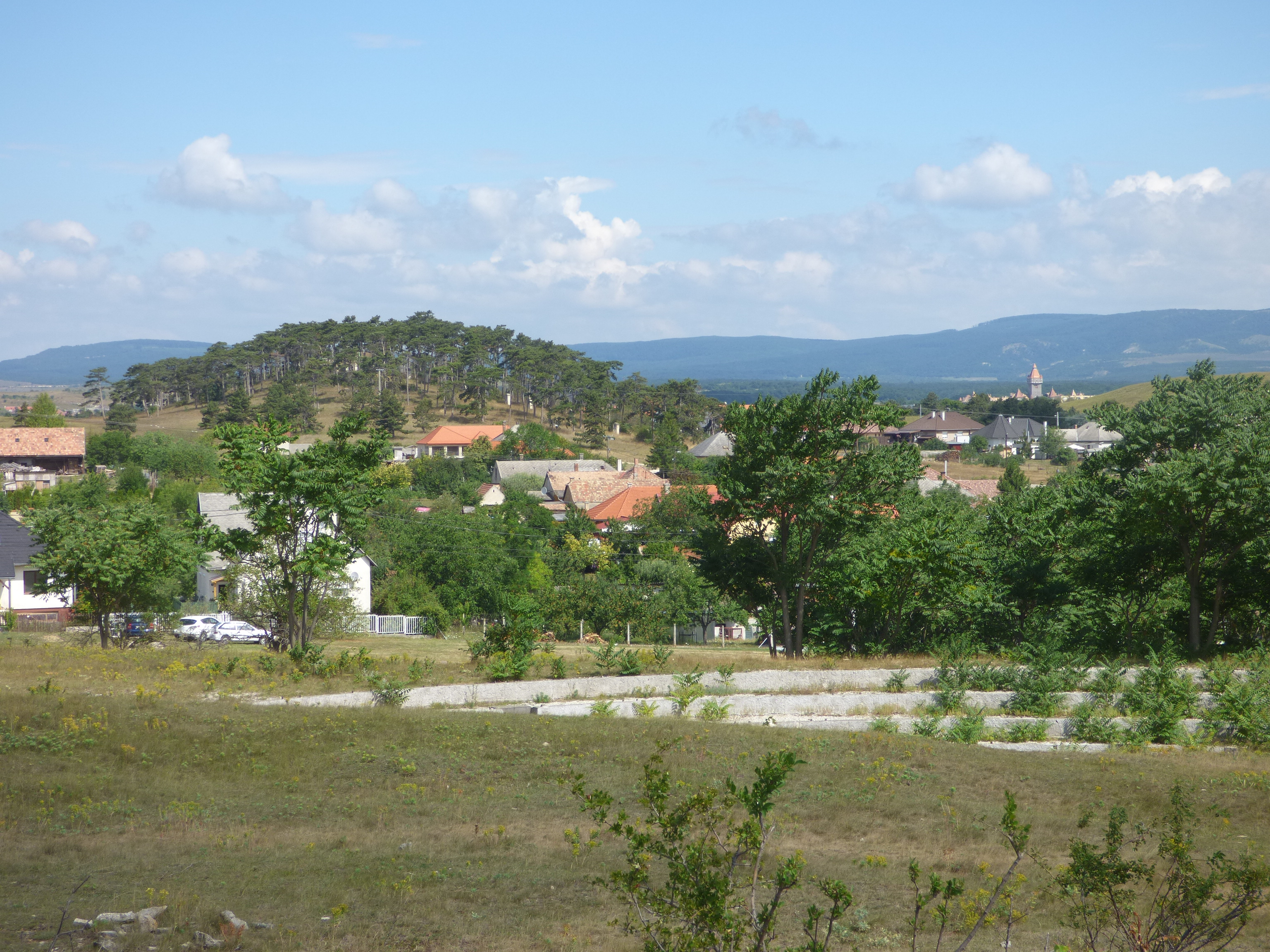
Pohled na Sóly

Sóly [šój] je obec v Maďarsku v župě Veszprém, spadající pod okres Veszprém. Nachází se asi 10 km severovýchodně od Veszprému. V roce 2015 zde žilo 460 obyvatel. Dle údajů z roku 2011 tvoří 92,2 % obyvatelstva Maďaři a 1,9 % Němci, přičemž 7,6 % obyvatel se ke své národnosti nevyjádřilo.

## Sousední obce
| Růžice kompasu |                   | Hajmáskér | Öskü    | Růžice kompasu |
| Růžice kompasu | Veszprém          | Sever     | Vilonya | Růžice kompasu |
| Růžice kompasu | Veszprém          | Sóly      | Vilonya | Růžice kompasu |
| Růžice kompasu | Veszprém          | Jih       | Vilonya | Růžice kompasu |
| Růžice kompasu | Királyszentistván |           |         | Růžice kompasu |